# Harriet Williams Russell Strong
Harriet Williams Russell Strong, née le 23 juillet 1844 et morte le 6 septembre 1926, est une agricultrice, inventrice et militante pour la conservation de la nature américaine. Elle est une figure marquante des débuts du féminisme et est inscrite au National Women's Hall of Fame.

## Enfance et vie d'épouse
Harriet Strong est née à Buffalo, dans l'État de New York ; elle est la quatrième fille d'Henry Pierrepont et de Mary Guest (Musier) Russell. Son éducation est confiée à des précepteurs avant qu'elle n'intègre le Young Ladies Seminary à Benicia en Californie. 
Deux ans après la fin de ses études, à l'âge de 19 ans, elle se marie avec Charles Strong, copropriétaire d'une mine d'argent dans le Nevada, au sein de laquelle il dirige l'exploitation de 7 mines. Tous deux ont une santé psychique faible, et lorsque son mari est atteint de dépression nerveuse en 1864, il doit démissionner de son poste bien payé au sein de la Nevada's Gould & Curry Mining Co, et il achète avec son frère un terrain de 325 acres, dont 220 que le couple exploite à Whittier, dans la vallée de San Gabriel en Californie, où il se retire avec sa femme en 1867. La terre est transformée en ranch, mais ne dégage pas de profits, en raison de la sécheresse qui sévit pendant les périodes d'été. Aussi, en 1873, il retourne travailler dans le Nevada, pendant que sa femme reste seule à la ferme pour élever les quatre filles qu'ils ont ensemble. Ils ne se voient alors plus que de façon sporadique. Luttant elle aussi contre la dépression et la fatigue, Harriett Strong est atteinte en 1883 d'un mal de dos qui la paralyse à moitié. Elle se rend alors en février à Philadelphie pour se faire soigner, et c'est là qu'elle apprend que son mari, ruiné et fortement endetté à la suite d'investissements malheureux, s'est suicidé. Pour investir, Charles a hypothéqué le ranch. Ses débiteurs et anciens associés réclament le ranch et ses parts de mine en dédommagement. Harriet, que sa santé immobilise à Philadelphie jusqu'en juin, se demande comment résoudre le problème de la sécheresse qui obère la rentabilité du ranch. Elle se plonge en autodidacte dans l'étude de l'agronomie, de la biologie et de la botanique, et analyse le marché des produits agricoles.

## Agricultrice et femmes d'affaires

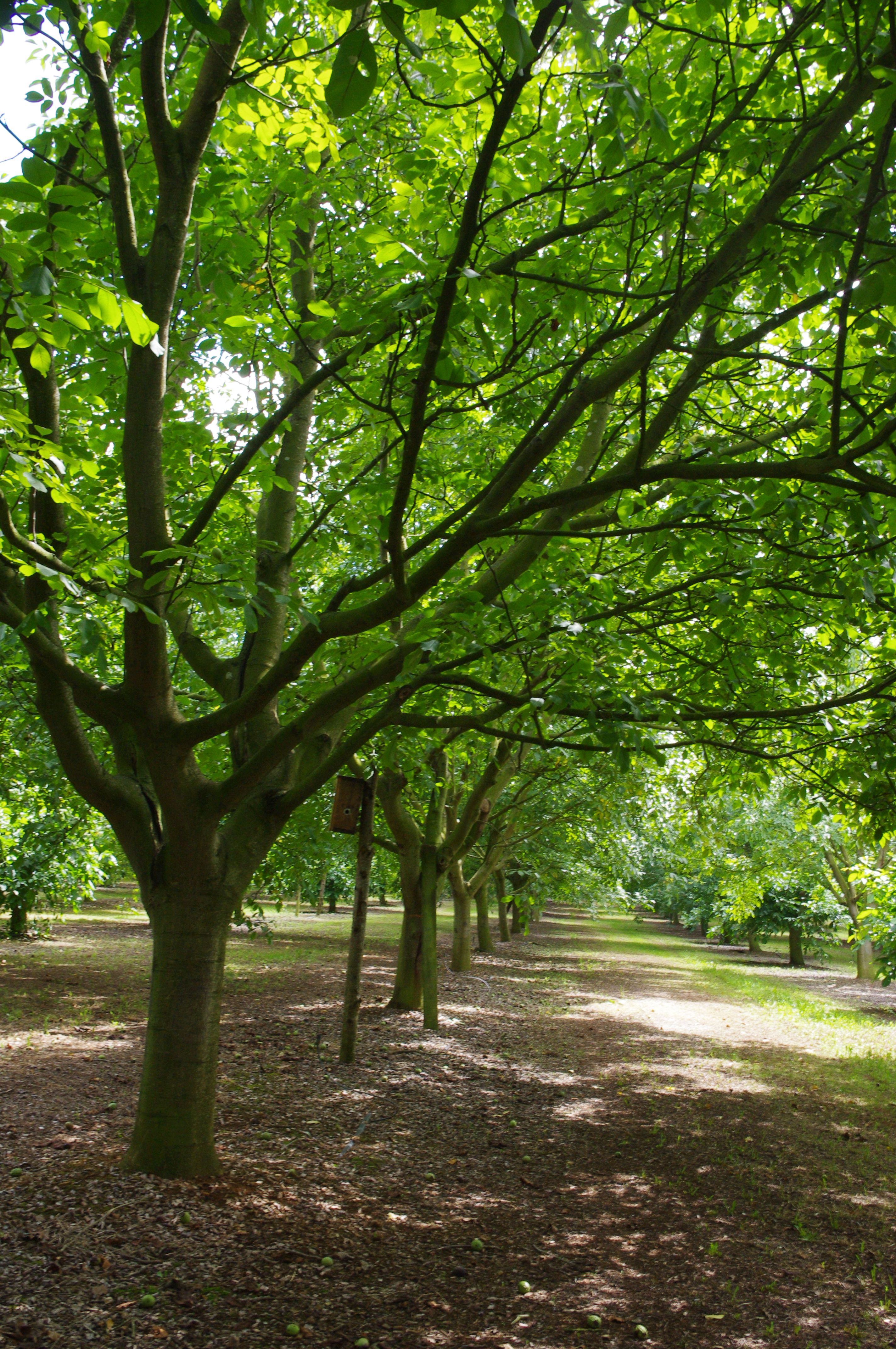
Une noyeraie.

À son retour en Californie, elle décide de transformer le ranch en verger. Elle y plante ce qu'elle a identifié comme étant le plus rentable, des noyers, qui occupent 150 acres de la propriété. Comme la vitesse de croissance, et donc le retour sur investissement d'une noyeraie est très long, elle y plante des cultures intercalaires : oliviers, citronniers, grenadiers, surtout herbes de la pampa, dont elle a repéré que les plumeaux, une fois colorés, se vendaient très bien comme accessoire de décoration, surtout quand ils étaient très soyeux. C'est un succès, puisque la seconde année ses herbes de la Pampa dégagent un bénéfice de 4 000 dollars, qui lui permettent de sauver le ranch. Elle apure le solde des dettes en 5 ans . 

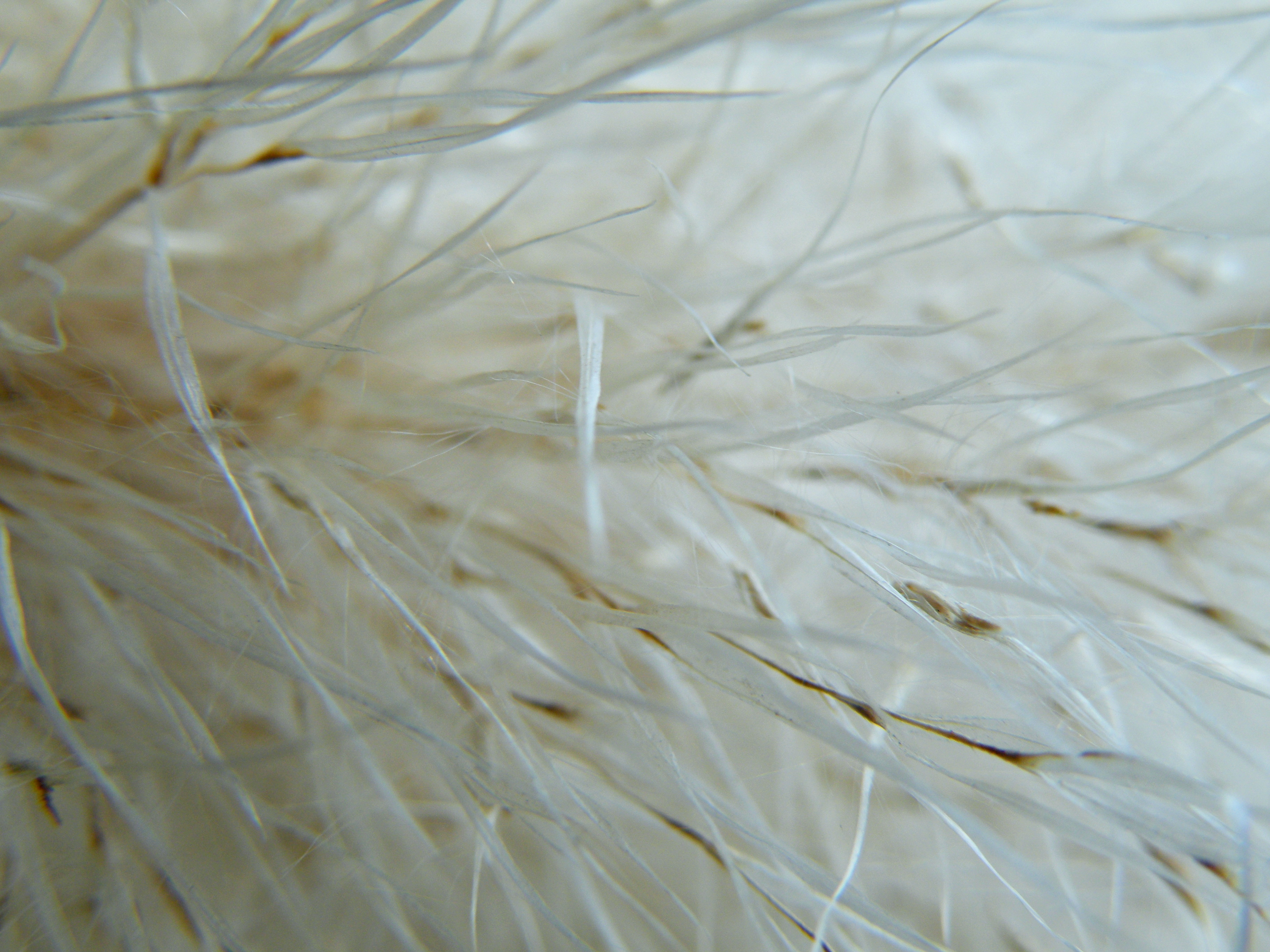
Détail de l'inflorescence d'une herbe de la pampa, dont l'aspect soyeux était apprécié pour la décoration.

Elle se penche ensuite sur le problème de la gestion de l'eau, la Californie connaissant des étés très secs, alors qu'une humidité constante est nécessaire aux noyers pour se développer. En l'absence de technologies disponibles, elle invente un système d'irrigation, qu'elle brevète ensuite. (voir #Innovatrice et militante de la gestion de l'eau).
À terme, elle devient la plus importante vendeuse de noix des États-Unis, ce qui vaut le sobriquet de « Reine des noix » en complément de celui de « Reine des Pampas ». 
Par la suite, sa prospérité lui permet d'acheter des terres supplémentaires, qu'elle destine au maraîchage et à l'extension de sa noyeraie.

## Innovatrice et militante de la gestion de l'eau
Harriet Strong étudie les problèmes liés à l'eau, y compris les questions d'inondation et de stockage. Elle préconise des  retenues à la source comme remède aux inondations, et propose de créer une succession de barrages dans le Grand Canyon du Colorado river pour conserver l'eau à des fins d'irrigation et pour produire de l'électricité. Le 6 décembre 1887, elle dépose un brevet pour la construction de barrages et de réservoirs en escalier. L'innovation qu'elle apporte consiste à construire une série de barrages rapprochés ascendants, dans une vallée, un canyon ou un cours d'eau, de telle sorte que lorsque l'eau a rempli le plus bas, elle se répand en amont jusqu'à la face interne du barrage précédent pour venir le soutenir et diminuer les risques de rupture. Elle obtient un autre brevet, le 6 novembre 1894, pour une nouvelle méthode de mise en réserve des débris et de stockage de l'eau. Elle reçoit deux médailles pour ces inventions, délivrées par l'Exposition universelle de 1893 à Chicago. En 1918 elle est auditionnée par le comité d'hydroélectricité du Congrès, et exhorte le gouvernement à stocker les eaux de crue de la rivière Colorado en construisant une série de barrages selon sa méthode dans le Grand Canyon, afin de contrôler les inondations et d'augmenter les stocks disponibles, permettant ainsi l'irrigation de milliers d'hectare de terre agricole et la constitution d'une immense réserve pour produire de l'électricité. Elle fait aussi valoir qu'un tel projet permettrait d'assurer la fourniture en eau et en nourriture de l'armée. Son idée est rejetée par le Congrès en 1918, qui déclare les efforts de guerre inutiles, et Harriett Strong suspecte que ce refus est lié à son statut de femme. Deux ans après sa mort, le Congrès vote le Boulder Canyon Act, qui permet la construction du barrage Hoover, et le premier projet transnational de multi-gestion de l'eau. Sa proposition d'un canal national est mise en œuvre en 1942.
Ses innovations en matière d'irrigation sont toutefois utilisées, et permettent la transformation d'une partie du désert californien en terres fertiles.

## Action en faveur des femmes
Harriett Strong est persuadée des facultés d'innovation de chacun, femmes y compris : « As woman has been accorded spirituality and heart, let her have brains too » (« La femme a été créée avec un esprit et un cœur, laissons-là aussi avoir un cerveau »). Elle pense aussi que la clé d'accession au pouvoir politique pour les femmes réside dans la maîtrise des affaires économiques, et que seule une organisation en réseau peut permettre aux femmes d'échapper aux critiques acerbes qui les touchent lorsqu'elles sortent de leur rôle traditionnel, bien qu'elle milite accessoirement pour leur droit de vote. Elle fonde donc la Business League of America, dont l'objectif est de permettre aux femmes d'étudier les règles de l'économie et du monde des affaires, pour assurer leur indépendance « en cas de décès de leur époux ou de leur père », ou pour aider ces derniers en cas de revers de fortune. En 1897, elle envisage de créer une société de gestion de l'eau, la Paseo de Bartolo Water Co, projet qu'elle concrétise en 1900, en lançant un emprunt obligataire de 110 000 $ et en sollicitant l'actionnariat de seules femmes. À sa revente, l'entreprise dégage un bénéfice au profit de ses investisseuses.

## Postérité
Elle est inscrite au National Women's Hall of Fame.